# Pro-Drop-Sprache
Pro-Drop-Sprache (von engl. pro-drop kurz für pronoun dropping, „Auslassen eines Pronomens“) oder Nullsubjektsprache bezeichnet in der Linguistik Sprachen, in denen Personalpronomina, vor allem als Subjekt finiter Sätze, systematisch nicht gesetzt werden müssen. Die Generative Grammatik erklärt diese Auslassung als die Füllung der Subjektposition durch ein unsichtbares („phonetisch leeres“) Pronomen und bezeichnet dieses mit „pro“ (immer kleingeschrieben; es steht in dieser Theorie im Kontrast zum (immer großgeschriebenen) „PRO“ als dem unsichtbaren Subjekt von Infinitivsätzen).

## Beispiele

### In den romanischen Sprachen
In den meisten romanischen Sprachen (Romania) – wobei jedoch z. B. das Französische ausgenommen ist – wird in der Regel ein Pronomen in Subjektposition nicht realisiert. Davon ausgenommen sind jedoch auch viele oberitalienische Dialekte, inklusive des Venetischen und auch alle rätoromanischen Idiome wie das Friaulische, Ladinische oder das Bündnerromanische.
```
     
Spanisch
:
     
Lo veo

     es seh-1SG     = 'Ich sehe es'
```

```
     
Italienisch
:
     
Lo conosco

     ihn kenn-1SG   = 'Ich kenne ihn'
```

```
     
Lateinisch
:
     
me amat

     mich liebt-3SG = 'Er, sie oder es liebt mich'
```

Wie schon aufgrund der deutschen Übersetzung zu vermuten ist, sind die gegenwärtigen germanischen Sprachen dagegen keine Pro-Drop-Sprachen: Die Subjektposition muss in der Regel gefüllt sein (in diesem Fall durch ich). Ausnahmen sind im Deutschen Sätze im unpersönlichen Passiv („weil gearbeitet wird“), wo kein Füllpronomen existiert; ferner kommen sie in der Umgangssprache und im Telegrammstil, aber nur bei der ersten und zweiten Person Singular, vor (dann kann aber in der ersten Person das schließende „-e“ nicht wie sonst oft ausfallen): „Bin bis Ende der Woche verreist“, „Hallo, komme morgen früh um 8 Uhr am Flughafen an“. (In einem Ausnahmefall, wenn es nämlich dazu dient, ein „ich“ am Briefanfang zu vermeiden, kommt dies auch in der kaufmännischen Sprache vor.)
Die romanischen Sprachen können sich „erlauben“, Pro-Drop-Sprachen zu sein, weil die Flexionsmorphologie am Verb, das obligatorisch für Person und Numerus flektiert wird, Rückschlüsse auf das Subjekt zulässt. Wie jedoch auch am Beispiel des Deutschen zu sehen ist, besteht keine notwendige Korrelation zwischen dem morphologischen Typ einer Sprache und ihrem Verhalten in Bezug auf die Realisierung von Pronomina: Auch im Deutschen flektiert das Verb für dieselben Kategorien wie das Spanische, dennoch ist Deutsch keine Pro-Drop-Sprache. (Im Deutschen gibt es allerdings anders als im Spanischen z. B. im Präsens keine sechs verschiedene Verbformen: 1. und 3. Person Plural sind stets identisch, bei regelmäßigen Verben auf -sen auch die 2. und 3. Person Singular.) Neuerdings spricht man hier jedoch häufiger auch von Semi-Pro-Drop-Sprachen:
```
     
Deutsch
:
     
dass [pro] gelacht wurde

     (inhaltsloses Subjekt wird ausgelassen)
```

Prinzipiell kann gesagt werden, dass eine Sprache, die eine besonders reiche Flexionsmorphologie beim Verb hat, eher dazu neigt, eine Pro-Drop-Sprache zu sein. Das ist, wie oben erwähnt, in vielen romanischen Sprachen der Fall. Im Französischen etwa sind schon recht früh die Auslaute verstummt, weshalb etwa vier der sechs Formen des Verbes parler 'sprechen' heute gleich klingen, nämlich [parlə]. Dies führte dazu, dass die zunächst nicht obligatorischen Subjektpronomen dazu verwendet wurden, um die Personen zu differenzieren, womit eine Unterscheidung wieder möglich war. Demgegenüber gibt es aber auch romanische Sprachen und Dialekte, die trotz ausgeprägter Verbalflexion obligatorische Subjektpronomen setzen, und zwar auch, wenn ein nominales Subjekt genannt wurde, vergleiche etwa friaulisch il pari al cjante ‚der Vater (er) singt‘ oder viele andere italienische Dialekte. Hier gibt es im Gegensatz zu den Pro-Drop-Sprachen eine dreifache Subjektmarkierung durch das Substantiv, das Pronomen und die Flexionsendung.

### In den slawischen Sprachen
Die meisten slawischen Sprachen – die innerhalb der indogermanischen Sprachen noch am konservativsten sind, was den Abbau von Flexionsmorphologie betrifft – sind auch Pro-Drop-Sprachen. Hier einige Beispiele:
```
Tschechisch
:
     
Jsem student

     bin-1SG Student   = 'Ich bin Student'
```

```
Slowenisch
:
     
Bom delal

     werde-1SG gearbeitet   = 'Ich werde arbeiten'
```

### Im Arabischen
Die arabische Verbkonjugation basiert im Präsens auf Präfixen und Suffixen, im Perfekt aber nur auf Suffixen. Zu beachten ist, dass nicht jedes Suffix ein Personalpronomen wiedergibt, sondern auch Numerus (hier: nur Dual, Plural), Genus (hier nur Femininum), Modus oder orthografische Regeln. (Insbesondere wird der Endung der 2.& 3. Person Maskulinum Plural -ū ein stummes Alif (ا) arabisch الألف الفارقة Abstandsalif, DMG Alif al-fāriqa eingefügt, damit das و nicht wa = „und“ gelesen wird.). Nicht alle Präfixe oder Suffixe geben das Personalpronomen immer eindeutig wieder. Insbesondere ist die Form der 2. Person Singular maskulin und die der 3. Person Singular feminin gleich: ta-schrabu = „du (m.) trinkst“ oder „sie trinkt“. 
Trotz dieser fehlenden Subjektsuffixe bei einigen Verben kommt es dennoch durch intermorphologische Unterscheidbarkeit beziehungsweise hohe Wiedererkennung zum Pro-Drop. Bestimmt man solche Verben grammatikalisch, ist stets „latent“ مستتر zu schreiben, das Subjekt wird gedacht, aus dem Kontext erschlossen.
schariba l-waladu l-ma'a        -->  schariba l-ma'a         (schariba, die 3. Person Singular maskulin, ist die 'Zitierform' des Verbs, da sie keine Prä- oder Suffixe enthält.)
trank der Junge das Wasser       -->     trank (er) das Wasser
Ya-schrab-ūna ḍ-ḍuyūfu l-ma'a   --> Ya-schrab-ūna l-ma'a
trinken die Gäste das Wasser    -->     trinken (sie) das Wasser
YA: Präfix 3. Person maskulin Präsens   YA: Präfix 3. Person maskulin Präsens  Ū: Pluralsuffix  NA: Indikativsuffix

## Begriffsgeschichte
Der Begriff stammt aus der generativen Grammatik. Der sogenannte Pro-Drop-Parameter oder auch null subject parameter ist einer der in der Prinzipien-und-Parameter-Theorie für die Universalgrammatik vorgeschlagenen Parameter.